# Cerdistus lautus
Cerdistus lautus là một loài ruồi trong họ Asilidae. Cerdistus lautus được White miêu tả năm 1918. Loài này phân bố ở miền Australasia.